# Йоганн Карл Ешман
Йоганн Карл Ешман (нім. Johann Carl Eschmann; 12 квітня 1826, Вінтертур — 17 жовтня 1882, Цюрих) — швейцарський композитор і піаніст.

## Біографія
Йоганн Карл Ешман походив із великої родини музикантів, син Генріха Ешмана (1802—1882), керівника військових оркестрів у Цюриху та Вінтертурі. Навчався в Цюриху у піаніста Олександра Мюллера, потім в 1845—1847 рр. у Лейпцизькій консерваторії у Фелікса Мендельсона, Іґнаца Мошелеса та Нільса Ґаде. Після повернення до Цюриха концертував як піаніст, був дружний з Ріхардом Вагнером. У 1850—1859 рр. жив і працював як музичний педагог у Вінтертурі, в 1859—1866 рр. у Шаффгаузені, потім повернувся до Цюриха.
Творча спадщина Ешмана включає струнний квартет та іншу камерну (передусім фортеп'янну) музику, хорові твори. Твори Ешмана відзначені впливом Мендельсона і Шумана, 1877 р. їх у чудових тонах рекомендував своєму видавцеві Йоганнес Брамс. Музикознавець Кріс Волтон доводить, що пісня Ешмана «Південь» підказала Вагнеру один із мотивів в опері «Золото Рейну». Після смерті композитора його музика була забута і знову почала виконуватися вже у XXI сторіччі. Найуспішнішою працею Ешмана був довідник «Путівник з фортеп'янної літератури» (нім. Wegweiser Durch Die Klavier-Litteratur; 1871), який до 1925 року видавався 10 разів. Окрім того, Ешману належить книга «Сто афоризмів. Досліди, доповнення, виправлення та спонукання в результаті 30-річної практики вчителя фортеп'яно» (нім. Ein hundert Aphorismen: Erfahrungen, Ergänzungen, Berichtigungen, Anregungen als Resultate einer 30jährigen Klavierlehrerpraxis; 1878, перевидана 1899 року під редакцією Ернста Радеке, одруженого з донькою Ешмана).